# Otto Heuschele

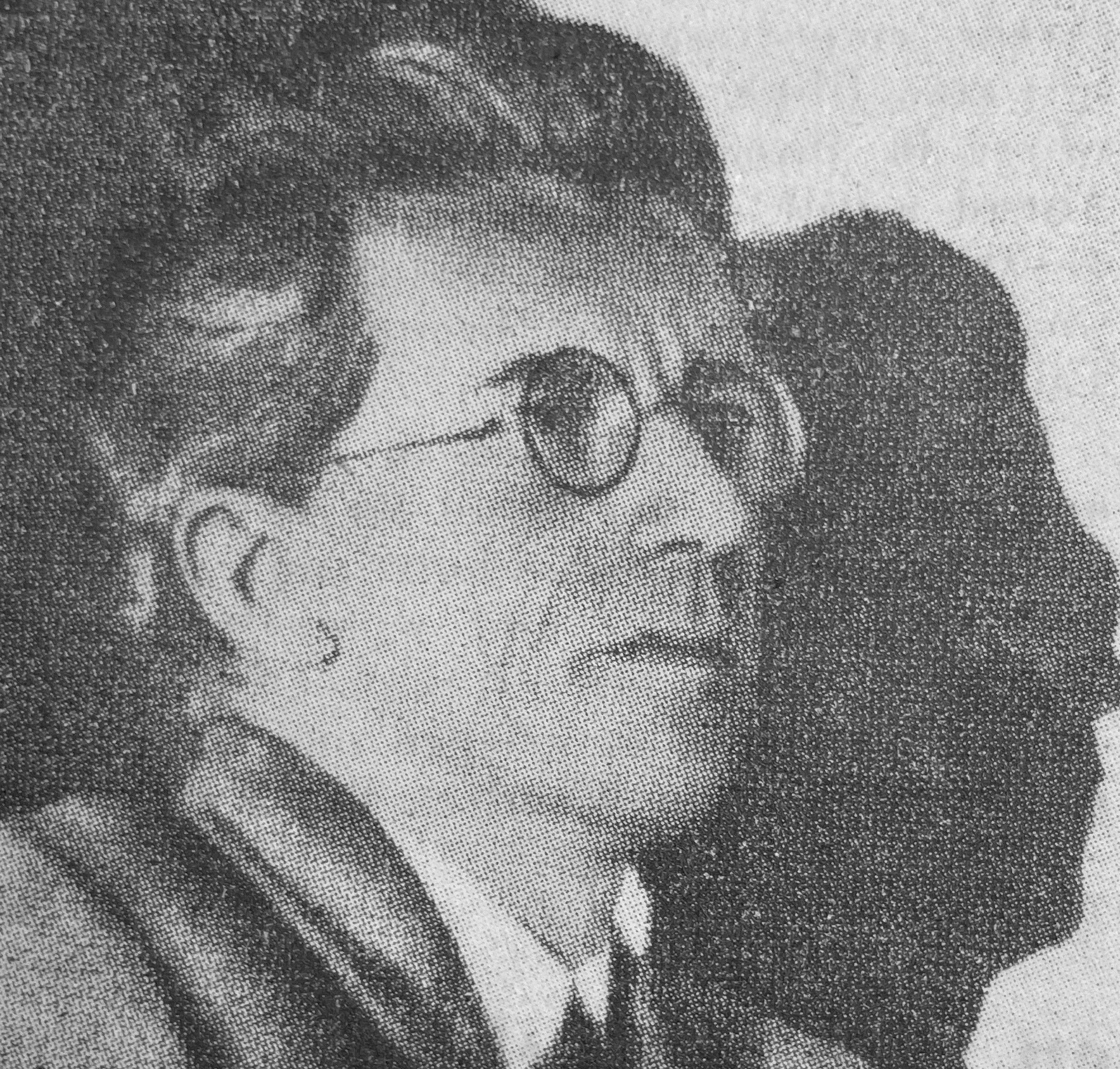
Otto Heuschele, um 1944

Otto Heuschele (* 8. Mai 1900 in Schramberg; † 16. September 1996 in Waiblingen) war ein deutscher Schriftsteller, Herausgeber und Pädagoge. 

## Leben
Otto Heuschele wurde den 8. Mai 1900 in Schramberg (Schwarzwald) geboren. Er wuchs in Waiblingen (bei Stuttgart gelegen) auf. Heuschele studierte an den Universitäten Tübingen und Berlin germanistische, romanistische und anglistische Philologie, Philosophie und Kunstgeschichte. Nach dem Abschluss seiner universitären Studien arbeitete er bis zu dem Jahr 1926 als Lektor für verschiedene deutsche Verlage, u. a. für den Reclam-Verlag. Dort verantwortete er die Reihe „Junge Deutsche“ in der Ausstattung von E.R. Weiss, die bis dahin kaum bzw. unbekannte Autoren wie Klaus Mann oder Heinrich Hauser herausbrachte. Die Idee einer Zeitschrift, genannt „Die Ausfahrt“, wurde verworfen, ein „Aufruf an die Jugend“, der von jedem Mitarbeiter unterschrieben werden sollte, nur in der stattdessen erschienenen Anthologie abgedruckt, die sich in bewusstem Gegensatz zu Expressionismus und Agitationsliteratur verstand. Beiträger waren unter anderem Hans Carossa, Hermann Hesse, Otto Taube, Stefan Zweig u. v. a.
Nach Waiblingen zurückgekehrt, wo er von 1943 bis 1970 am Staufer-Gymnasium als Lehrbeauftragter Deutsch und Geschichte unterrichtete, widmete er sich seinen eigenen dichterischen und essayistischen Arbeiten. Als Dichter bemühte er sich, lyrisch und erzählerisch zu wirken. Seine essayistischen Arbeiten hingegen waren Versuche, vor allem Themen aus dem Bereich des klassischen und romantischen „Jahrhunderts des deutschen Geistes“, zu Leben und Werk Friedrich Hölderlins, zu den beiden literarischen Gattungen des deutschen Briefes und der deutschsprachigen Lyrik in geistesgeschichtlicher Weise zu behandeln. Zu diesen Arbeiten gesellte sich Otto Heuscheles umfangreiche Herausgeberschaft von Anthologien und Sammelwerken, deren Bedeutung er sachgerecht einzuleiten bestrebt war. Zudem war er Mitarbeiter zahlreicher Zeitungen des In- und Auslandes. Otto Heuschele starb den 16. September 1996 in seinem langjährigen Wohn- und Aufenthaltsort Waiblingen.
Heuschele war eng befreundet  mit Reinhold Schneider, Carl Jacob Burckhardt, Herbert Post, Victor Otto Stomps und Heinrich Ellermann. Viele seiner Werke während der NS-Zeit veröffentlichte er in kleinen, von der Gleichschaltung verschont gebliebenen Verlagen, wie z. B. eine Reihe von Essays in den konservativen Weißen Blättern, einer Monatsschrift für Geschichte, Tradition und Staat, die in den Jahren von 1934 bis 1943 in Neustadt an der Saale als Nachfolgeorgan der Publikation Monarchie. Zeitschrift für deutsche Tradition (Würzburg 1932–1934) erschien. Für die Handpressen von Herbert Post war Heuschele ein wichtiger Ratgeber und Mittler zum Literaturbetrieb.

## Mitgliedschaften und Ehrungen
- Deutsche Akademie für Sprache und Dichtung
- P.E.N.-Zentrum Bundesrepublik Deutschland
- 1966: Bundesverdienstkreuz I. Klasse[4]
- 1970: Humboldt-Plakette als Ehrengabe
- 1970: Verleihung des Titels Professor durch die baden-württembergische Staatsregierung[4]
- 1978: Verdienstmedaille des Landes Baden-Württemberg[4]
- Willibald-Pirckheimer-Medaille[5]

## Werk
Schriften
- Aus dem Tempel der Dichtung. Eine Schrift für alle, die Dichter und Dichtung lieben. Xenien-Verlag, Leipzig [1920].
- Die Hoffnung des Volkes. Ein Vorspruch zu Kolberg, historisches Schauspiel von Paul Heyse. Aufgeführt vom Deutschen Jugendbund in Waiblingen am 29. u. 30. Oktbr. 1921 [W. Erhard, Waiblingen] 1921.
- Fest und Festkunst. W. Seifert, Heilbronn, [1924].
- Briefe aus Einsamkeiten. 3 Kreise. A. Juncker Verlag, Berlin 1924 .
- Im Wandel der Landschaft. Aufzeichnungen. Verlag Fischer, Tübingen 1927.
- Geist und Gestalt. Aufsätze und Briefe. Verlag Haug, Stuttgart 1927.
- Maurice de Guérin. Leben und Werk eines Dichters. Ein Essay. Verlag Haug, Stuttgart 1927.
- Der Weg wider den Tod. Roman einer Heimkehr. Philipp Reclam, Leipzig 1929.
- Hugo von Hofmannsthal. Dank und Gedächtnis. Verlag Wunderlich, Tübingen 1930.
- Dichtung und Leben. Aufsätze und Reden. Verlag Meister, Heidelberg 1930.
- Licht übers Land. Gerhard Merian, Stuttgart [1931].
- Das Opfer. Erzählung. Tukan-Verlag, München [1932].
- Karoline von Gründerrode. Werkstätten der Stadt Halle auf Burg Giebichenstein, Halle Saale 1932.
- Die Legende von der ewigen Kerze. Kulturpolitischer Verlag, Berlin, Leipzig, München (1933).
- Schiller und die Jugend dieser Zeit. Verlag Wilhelm Kohlhammer, Stuttgart 1933.
- Groß war die Nacht. Gedichte. Werkstätten der Stadt Halle, Burg Giebichenstein [1935].
- Kleines Tagebuch. Strecker & Schröder, Stuttgart 1936.
- Scharnhorsts letzte Fahrt. Verlag Strecker und Schröder, Stuttgart 1937.
- Das Feuer in der Nacht. Eine Trilogie. Deutsches Verlagshaus Bong & Co. Berlin 1937.
- Der deutsche Brief. Wesen und Welt. Eine Studie. Verlag Silberburg, Stuttgart 1938.
- Die Sturmgeborenen. Roman. Verlag Steinkopf, Stuttgart (1938).
- Leonore. Erzählung. Steinkopf, Stuttgart, 1939.
- Deutsche Soldatenfrauen. Bildnis-Skizzen. Verlag Steinkopf, Stuttgart 1940.
- Fragmente über das Dichtertum, den Dichter und das Dichterische. Werkstätten der Stadt Halle, Burg Giebichenstein 1940.
- Geist und Nation. Aufsätze, Briefe, Gespräche. Verlag Rabenpresse, Berlin 1940.
- Herbert Post. Schrift und Druck. Verlag Riemerschmidt, Berlin 1941.
- Feuer des Himmels. Gedichte. Verlag Rabenpresse 1941 [August 1942]
- Der Deutsche. Gedanken deutscher Männer zu seinem Wesen. Messinglinienfabrik und Schriftgießerei H. Berthold, Berlin 1941.
- Deutsche Soldatenbriefe aus zwei Jahrhunderten. Verlag Steinkopf, Stuttgart 1943.
- Friedrich Hölderlin. Ewige Sendung. Als: Geistiges Europa. o. B. Verlag Hoffmann & Campe, Hamburg 1946.
- Herzogin Anna Amalia. Die Begründerin des weimarischen Musenhofes. Verlag der graphischen Kunstanstalt, München 1947.
- Friedrich Gundolf. Werk und Wirken. De humanitate. Herausgegeben von Rudolf Schmitt-Sulzthal. Schrift 2. Drei-Säulen-Verlag, Bad Wörishofen 1947.
- Betrachtungen und Deutungen. Neue Essays. Verlag Günther, Stuttgart 1948.
- Wie sollen wir leben? Brief an einen jungen Freund. Verlag Karl Alber, Freiburg Breisgau 1948.
- Zwischen Blumen und Gestirnen. Erlebnis und Bekenntnis. Verlag Steinkopf, Stuttgart 1948.
- Hugo von Hofmannsthal. Dank und Gedächtnis. Mit einem Anhang: Aus Briefen Hugos von Hofmannsthal an den Verfasser. Verlag Karl Alber, Freiburg Breisgau 1949.
- Die Gaben des Lebens. Geschichte einer Jugend. Verlag Hoffmann, Heidenheim 1957.
- Weg und Ziel. Essays, Reden und Aufsätze. Verlag Hoffmann, Heidenheim 1958.
- Essays. Eine Auswahl. Mit einer Bibliographie Otto Heuscheles. Bibliothek unseres Zeitalters. Verlag Glock & Lutz, Nürnberg 1964.
- Glückhafte Reise. Landschaften, Städte, Begegnungen. Stieglitz-Verlag, Mühlacker 1964.
- Hugo von Hofmannsthal. Bildnis des Dichters. Genius der Deutschen. Stieglitz-Verlag, Mühlacker 1965.
- Dienst und Dank. Eine Auswahl. Mit einem Verzeichnis der Werke von und über Otto Heuschele. Neue Begegnung. Bd. 7. Verlag Leonhardt, Würzburg 1965.
- Gestalt und Sendung des Dichters in Hölderlins Sicht. Eine Rede. Herbert-Post-Presse, München 1967.
- Das Unzerstörbare. Essays und Betrachtungen. Verlag Lempp, Schwäbisch Gmünd 1971.
- Berge, Täler, Höhen Merian Schwäbische Alb, Heft 3/XXIV, März 1971
- Umgang mit dem Genius. Essays und Reden. Mit einer Bibliographie Otto Heuscheles. Dokumentations-Verlag, Pullach 1974.
- Hölderlins Freundeskreis. Ein Essay. Verlag Theiss, Stuttgart 1975.
- Gespräche zwischen den Generationen. Zürich 1979.
- Ein Leben mit Goethe. Verlag Mellinger, Stuttgart 1980.
- Geisteserbe aus Schwaben. 1700–1900. Mit einer Bibliographie Otto Heuscheles. Verlag Steinkopf, Stuttgart 1980.
- Begegnungen und Fügungen. Verlag Bläschke, St. Michael 1984.
- Im Herzen der Welt. Essays aus 60 Jahren. Asendorf 1986.

Herausgeberschaften
- Die Ausfahrt. Ein Buch neuer deutscher Dichtung. Reihe 1 [mehr nicht erschienen]. Herausgegeben von Otto Heuschele. Silberburg, Stuttgart 1927.
- Junge deutsche Lyrik. Eine Anthologie. Herausgegeben und mit einer Einleitung von Otto Heuschele. Reclam, Leipzig 1928.
- Wilhelm von Humboldt: Kleine Schriften. Eine Auswahl aus den geistesgeschichtlichen Aufsätzen. Ausgewählt und mit einem Nachwort versehen von Otto Heuschele. Verlag Reclam, Leipzig 1928. (Reclams Universal-Bibliothek. Bd. 6922–6924)
- Carl und Marie von Clausewitz: Ein Leben im Kampf für Freiheit und Reich. Briefe. Herausgegeben und eingeleitet von Otto Heuschele. Verlag Schaufuß, Leipzig 1935.
- Deutsche Soldatenbriefe aus zwei Jahrhunderten. Ausgewählt und eingeleitet von Otto Heuschele. Verlag Schaufuß, Leipzig 1935.
- Brevier des Herzens. Auswahl und Zusammenstellung von Otto Heuschele. Werkstätten der Stadt Halle auf Burg Giebichenstein, Halle Saale 1940.
- Trostbriefe. Gesammelt und eingeleitet von Otto Heuschele. Bärenreiter-Verlag, Kassel 1941.
- Eduard Mörike: Traum und Tag. Sein Leben in Briefen. Ausgewählt und eingeleitet von Otto Heuschele. Verlag Eugen Diederichs, Jena 1941. (Deutsche Reihe. Bd. 109)
- Der Deutsche. Gedanken deutscher Männer zu seinem Wesen. Ausgewählt von Otto Heuschele. Werkstätten der Stadt Halle auf Burg Giebichenstein, Halle Saale 1942.
- Französische Dichter des XIX. und XX. Jahrhunderts in deutschen Übertragungen. Ausgewählt und eingeleitet von Otto Heuschele. Roland-Verlag, Bühl 1948.
- Deutsche Dichter auf Reisen. Herausgegeben von Otto Heuschele. Verlag Hoffmann & Campe, Hamburg 1948.
- Der junge Hölderlin. Briefe, Tagebuchblätter, Gedichte. Herausgegeben von Otto Heuschele. Verlag Blanvalet, Berlin 1948.
- Wilhelm von Humboldt: Idee und Erfahrung. Ausgewählt und mit einem Nachwort versehen von Otto Heuschele. Verlag Meister, Heidelberg 1948. (Die kleinen Meisterbücher. Nr. 81)
- Wilhelm Michel: Gewalten des Geistes. Herausgegeben und mit einem Nachwort versehen von Otto Heuschele. Verlag Lambert Schneider, Heidelberg 1959. (Veröffentlichungen der Deutschen Akademie für Sprache und Dichtung. Bd. 17)
- Alexander von Bernus: In memoriam Alexander von Bernus. Ausgewählte Prosa aus seinem Werk. Mit einem Vorwort von Kasimir Edschmid. Herausgegeben und mit einem Nachwort versehen von Otto Heuschele. Verlag Lambert Schneider, Heidelberg 1966. (Veröffentlichungen der Deutschen Akademie für Sprache und Dichtung. Bd. 37)